# Destry

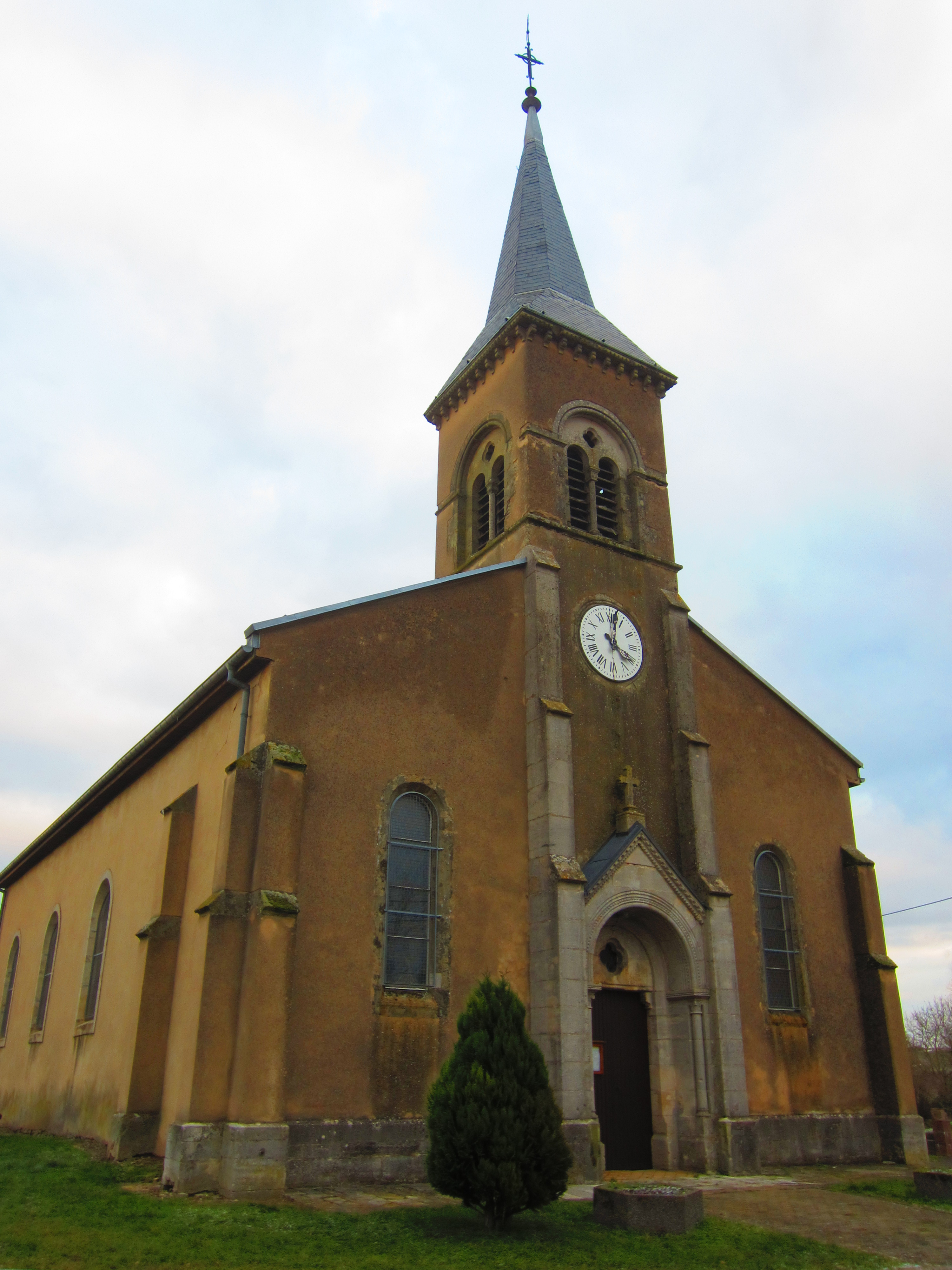
Kościół w Destry

Destry – miejscowość i gmina we Francji, w regionie Grand Est, w departamencie Mozela.
Według danych na rok 1990 gminę zamieszkiwało 79 osób, a gęstość zaludnienia wynosiła 11 osób/km² (wśród 2335 gmin Lotaryngii Destry plasuje się na 966. miejscu pod względem liczby ludności, natomiast pod względem powierzchni na miejscu 817.).